# Indozodion
Genre
Indozodion est un genre d'araignées aranéomorphes de la famille des Zodariidae.

## Distribution
Les espèces de ce genre se rencontrent au Pakistan et en Afghanistan.

## Liste des espèces
Selon World Spider Catalog (version 23.5, 04/08/2022) :
- Indozodion inayatullahi Ovtchinnikov, 2006
- Indozodion lindbergi (Roewer, 1960)

## Systématique et taxinomie
Ce genre a été décrit par Ovtchinnikov en 2006 dans les Zodariidae. Il est placé en synonymie avec Tropizodium par Prajapati, Murthappa, Sankaran et Sebastian en 2016 puis relevé de synonymie par Zamani et Marusik en 2022.

## Publication originale
- Ovtchinnikov, 2006 : « New genus and species of spiders of the subfamily Zodariinae (Araneae, Zodariidae) from Pakistan. » Vestnik Zoologii, vol. 40, no 1, p. 77-79.